# Pool of London
Pour les articles homonymes, voir Pool.

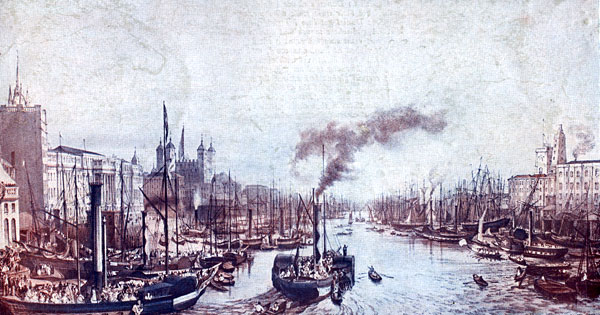
Vue de la Pool of London depuis le pont de Londres (1841).

La Pool of London (en français : « bassin de Londres ») est originellement la partie de la Tamise située au sud de la Cité de Londres, bien que le terme est plus tard employé pour désigner la partie du fleuve située entre le pont de Londres et Rotherhithe, dans le borough de Southwark, encore accessible aux grands bateaux à voiles, même après l'inauguration du Tower Bridge en 1894.
La Pool of London devient donc essentiel au port de Londres. Afin que son accès ne soit pas obstrué par des nouveaux ponts en aval du Tower Bridge — à l'exception du pont Reine Élisabeth II construit en 1991 entre Dartford dans le Kent et Thurrock dans l'Essex — les autorités préfèrent opter pour la construction d'une série de tunnels jusqu'à son estuaire.

## Géographie

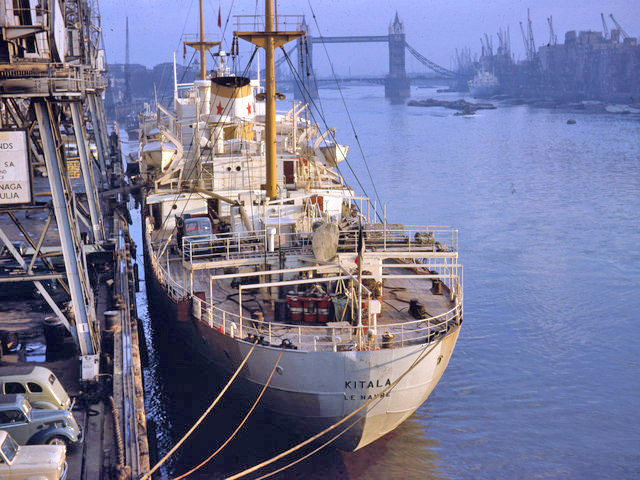
Un navire déchargeant en 1962.

La Pool of London est divisée en deux parties : la Upper Pool comprend la section entre le pont de Londres et le Tower Bridge, alors que la Lower Pool part traditionnellement de Tower Bridge au Cherry Garden Pier à Rotherhithe.

## Histoire

### Temps industriel
La Pool of London est vitale pour Londres pendant des siècles — dès le VIIe siècle (Bède le Vénérable écrit qu'elle est la raison de l'existence de Londres) — mais elle atteint son apogée aux XVIIIe et XIXe siècles. À cette époque le fleuve est longé, presque en continu, d'un mur de quais s'étendant sur des kilomètres le long des deux rives, et des centaines de bateaux ancrés dans le fleuve ou y étaient amarrés. La congestion est si extrême que l'on prétend qu'il est possible de traverser la Tamise en marchant simplement de navire à navire. Les Docklands ont leurs origines dans le manque de capacité de la Pool of London, qui incite des propriétaires fonciers à construire des docks fermés ayant une plus grande sécurité et un meilleur équipement que les quais de la Pool. L'effondrement brusque du trafic commercial sur la Tamise — dû à l'introduction des conteneurs et des ports côtiers en eau profonde dans les années 1960 — vide la Pool et mène à la fermeture de tous les quais ; beaucoup sont démolis. Le quartier est intensivement reconstruit dans les années 1980 et les 1990 pour créer de nouveaux ensembles résidentiels et commerciaux.

### Gentrification
En 1996, une organisation, la Pool of London Partnership, est instituée pour aider à favoriser la rénovation urbaine des rives nord et sud du fleuve. Elle inclut également dans son mandat les quais et les docks de St Katharine et de Shad Thames. Après une décennie de régénération réussie et un investissement approximatif de 100 millions de livres (125 millions d'euros), la Pool of London Partnership est dissoute en mars 2007 ; son programme est partiellement continué par trois nouveaux organismes : London Bridge Business Improvement District, Potters Fields Park Management Trust et Tower Hill Management Group.
Le cœur du secteur inclut le Borough Market, le pont de Londres, le Guy's Hospital, la gare de London Bridge, la Hay's Galleria, le HMS Belfast, l'hôtel de ville de Londres, le Tower Bridge, les docks de St Katharine, la tour de Londres, la station de métro de Tower Hill et le Monument au Grand incendie de Londres. Le Shad Thames, ancienne rue industrielle bordant les docks, connaît également un renouveau urbain.